# سيدهارث مالهوترا
سيدهارت مالهوترا (مواليد 16 يناير 1985) هو ممثل هندي وعارض أزياء سابق، بدأ مالهوترا مهنة عارض أزياء في سن 18، وكان غير راض عن هذه المهنة، وذهب للعمل كمساعد مخرج لكاران جوهر في فيلم 2010 «اسمي خان». شارك في التمثيل لأول مرة مع دور البطولة في فيلم الكوميديا الدرامية للمخرج كاران جوهر طالب السنة (عام 2012)، حصل على ترشيح لجائزة فيلم فير لأفضل ممثل.
لعب مالهوترا دور رجل أعمال طموح في الدراما الكوميدية المثيرة للإشادة Hasee Toh Phasee في 2014، بعدها قام ببطولة كمجرم متصلب في فيلم الإثارة الرومانسي Ek Villain في 2014، ومؤلف طموح في الدراما العائلية Kapoor & Sons في 2016.ويحتل هاذين الفيلمين المرتبة الأولى بين الأفلام التي حققت أعلى إيرادات لمالهوترا، حيث يبلغ إجمالي الناتج العالمي لكل منهما أكثر من مليار روبية هندية (15 مليون دولار أمريكي).

## حياته ومهنته

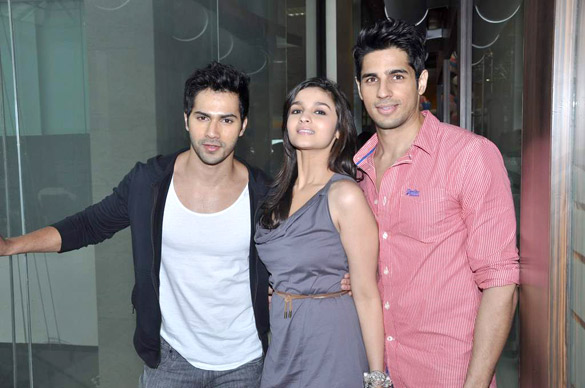
مالهوترا مع فارون داوان (يسار) وعليا بهات (وسط) في ترويج فيلم Student of the Year في 2012.

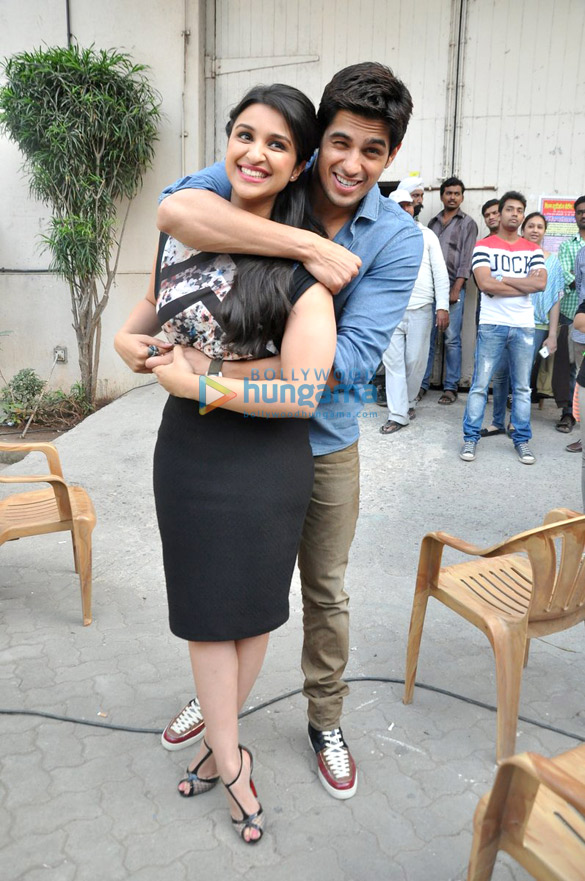
مالهوترا مع بارنيتي تشوبرا في ترويج فيلم Hasee Toh Phasee في 2014.

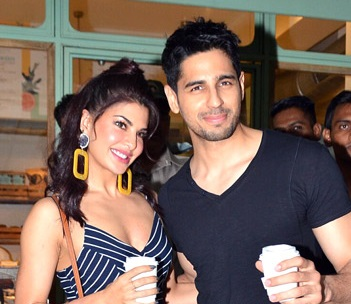
مالهوترا مع جاكلين فيرنانديز في الحدث الترويجي لفيلم A Gentleman في 2017

ولد مالهوترا في 16 يناير 1985 في دلهي، الهند لعائلة بنجابية، كان والده موظف سابق في البحرية التجارية الهندية ويدعى سونيل مالهوترا، ووالدته تدعى ريما مالهوترا وهي ربة منزل. كان يدرس في مدرسة دون بوسكو في دلهي ومدرسة عامة بحرية وحضر في وقت لاحق في كلية الشهيد بهجت سينغ التجارية التابعة لجامعة دلهي. في سن ال 18 وعمل مالهوترا كعارض أزياء وعلى الرغم من نجاحه قرر الاستقالة بعد أربع سنوات لأنه كان غير راضٍ عن المهنة. وبعد أيام كان يهتم لمتابعة مهنة التمثيل، تم اختباره بنجاح لتمثيل فيلم للمخرج أنوبهاف سينها لكن الفيلم تم إلغائه، وبعد ذلك عمل كمساعد مخرج لكاران جوهر على فيلم عام 2010 My Name Is Khan وفي عام 2012، ظهر مالهوترا لأول مرة كممثل مع المخرج جوهر في فيلم Student of the Year إلى جانب فارون داوان وعليا بهات.وقد لعب دور أبهيمانيو سينغ، وهو طالب منحة مالية محدودة، يتنافس مع صديقه الأغنياء روهان (الذي يقوم بدوره فارون) للفوز ببطولة مدرسية سنوية.اعتبر الناقد السينمائي راجيف ماساند من CNN-IBN أن أداء مالهوترا كان «جديًا» مضيفا أنه كان لديه «حضور ممتع». الفيلم حقق نجاحًا ماليًا حيث حقق 700 مليون روبية (11 مليون دولار أمريكي) محليا.
ثم ظهر في عام 2014 بجانب بارنيتي تشوبرا وآدا شارما في فيلم الكوميديا الرومانسية Hasee Toh Phasee .يحكي الفيلم عن الذي يحكي قصة حب بين عالمة غريبة الأطوار ورجل أعمال طموح.قال الناقد موهار باسو من موقع Koimoi «وجدت أدائه كأنه» مقيد"" ووصف كيمياءه مع شوبرا بأنها «حية» و «نالعة من القلب».قال سايبل تشاترجي من NDTV
أشاد بحضوره على الشاشة وقارنه ببدايات تمثيل أميتاب باتشان. أداء الفيلم جيد بشكل معتدل في شباك التذاكر، مع إيرادات عالمية قدرها 620 مليون روبية هندية (9.5 مليون دولار أمريكي).
وكان فيلمه الثالث الفيلم الرومانسي الدرامي المثير للمخرج موهيت سوري Ek Villain (2014).قام مالهوترا بدور غورو، المجرم المتصلب الذي قتلت زوجته المريضة (التي تقوم بدورها شرادها كابور) من قبل قاتل متسلسل (الذي يقوم بدوره ريتيش ديشموك)، يري البعض أن الفيلم مسروق من الفيلم الكوري I Saw the Devil، على الرغم من ذلك كان المخرج سوري يرفض تلك الادعاءات. وظهر الفيلم في نهاية المطاف كنجاح تجاري كبير مع إيرادات محلية أكثر من مليار روبية (15 مليون دولار). ما حققه أداء شباك التذاكر لهذا الفيلم جعل مالهوترا كواحد من أكثر الناجحين بين الجيل الجديد من الممثلين في بوليوود.

## أفلامه
| السنة | الفيلم              | الدور                      | ملاحظات                                                            |
| ----- | ------------------- | -------------------------- | ------------------------------------------------------------------ |
| 2010  | My Name Is Khan     |                            | مساعد مخرج                                                         |
| 2012  | Student of the Year | ابهيمانيو                  | بجانب فارون دهاوان وعليا بهات رشّح — جائزة فيلم فير لأفضل ممثل صاعد |
| 2014  | Hasee Toh Phasee    | نيخيل                      | مع بارنيتي تشوبرا                                                  |
| 2014  | Ek Villain          | غورو                       | 26 يوليو 2014 مع شرادها كابور وريتيش ديشموك                        |
| 2015  | Brothers            | مونتي                      | 14 اغسطس 2015 مع أكشاي كومار وجاكلين فيرنانديز                     |
| 2016  | Kapoor & Sons       | ارجون كابور                | 18 مارس 2016 بجانب عليا بهات وفؤاد خان                             |
| 2016  | Baar Baar Dekho     | جاي فارما                  |                                                                    |
| 2017  | A Gentleman         | غوراف / ريشي               | أيضا مغني للأغنية "Bandook Meri Laila"                             |
| 2017  | Ittefaq             | فيكرام سيثي                |                                                                    |
| 2018  | Aiyaary             | الرائد جاي باكشي           |                                                                    |
| 2021  | shershah            | الكابتن فيكرام باترا/فيشال |                                                                    |
| 2019  | Jabariya Jodi       | أبهاي                      |                                                                    |
| 2023  | Mission Majnu       | أمانديب سينغ               |                                                                    |

## الجوائز والترشيحات
| السنة | الفيلم              | الجائزة                                       | الفئة                                             | النتيجة |
| ----- | ------------------- | --------------------------------------------- | ------------------------------------------------- | ------- |
| 2013  | Student of the Year | BIG Star Entertainment Awards                 | الممثل الصاعد الأكثر إمتاعاً                       | رُشِّح     |
| 2013  | Student of the Year | ETC Bollywood Business Awards ‏                | أكثر ظهور مربح لممثل صاعد                         | رُشِّح     |
| 2013  | Student of the Year | جوائز فيلم فير                                | أفضل ممثل صاعد                                    | رُشِّح     |
| 2013  | Student of the Year | جوائز الشاشة                                  | الوافد الجديد الواعد - ذكر                        | رُشِّح     |
| 2013  | Student of the Year | جوائز ستارداست                                | الممثل الصاعد الواعد                              | فوز     |
| 2013  | Student of the Year | جوائز ستارداست                                | Superstar of Tomorrow—Male ‏                       | رُشِّح     |
| 2013  | Student of the Year | جوائز نجم النقابة                             | أفضل ممثل صاعد                                    | رُشِّح     |
| 2013  | Student of the Year | جوائزتايمز أوف إينديا                         | أفضل ممثل صاعد                                    | رُشِّح     |
| 2013  | Student of the Year | South Africa India Film and Television Awards | Debut Actor of the Year—Male                      | فوز     |
| 2014  | —                   | BIG Star Entertainment Awards                 | Entertainer of the Year (مشاركةً مع عليا بهات)     | فوز     |
| 2014  | Hasee Toh Phasee    | BIG Star Entertainment Awards                 | Most Entertaining Actor in a Romantic Film – Male | فوز     |
| 2015  | Ek Villain          | جوائز ستارداست                                | Superstar of Tomorrow – Male                      | رُشِّح     |
| 2015  | Ek Villain          | BIG Star Entertainment Awards                 | Most Entertaining Actor in a Thriller Film – Male | رُشِّح     |
| 2015  | Ek Villain          | جوائز الشاشة                                  | Best Actor – Popular Choice ‏                      | رُشِّح     |
| 2017  | Kapoor & Sons       | BIG Zee Entertainment Awards                  | الممثل الأكثر تسلية في فيلم رومانسي               | رُشِّح     |
| 2018  | Ittefaq             | جوائز زي سين                                  | جائزة زي سيني لأفضل أداء في دور سلبي              | رُشِّح     |

### تكريمات آخرى
- 2013 : أكثر الرجال المرغوبين من 2012 : #12 — تايمز اوف انديا
- 2013: إستطلاع جمهور 2012 أفضل ظهور لأول مرّة: المركز الثاني — موقع Koimoi
- 2013: استطلاع الجمهور لأفضل ممثل مبتدئ: فائز — موقع Indicine
- 2013: استطلاع الجمهور لأفضل ممثل مبتدئ: فائز — موقع Pinkvilla
- 2013: جوائز بوليوود لايف لأكثر ممثل رائع لأول مره: الفائز — Bollywood Life
- 2013: القائمة الرائعة لأكثر ممثل جديد 2012 : #3 — تايمز اوف انديا
- 2013: قائمة تايمز اوف انديا لأوسم 50 ممثل في 100 سنة من السينما الهندية: #27 — تايمز اوف انديا

الجوائز لعروض الأزياء
- 2007: Mega-model & Manhunt : المركز الثاني — Gladrags
- 2009: وجه السنة — Gladrags
- 2010: عارض الأزياء للسنة 2010 — NDTV

## روابط خارجية
- سيدهارث مالهوترا على موقع IMDb (الإنجليزية)
- سيدهارث مالهوترا على موقع ألو سيني (الفرنسية)
- سيدهارث مالهوترا على موقع أول موفي (الإنجليزية)
- سيدهارث مالهوترا على موقع قاعدة بيانات الفيلم (الإنجليزية)
- سيدهارث مالهوترا على موقع كينوبويسك (الروسية)